# دوري كرة القدم السلوفيني الدرجة الثالثة 1992–93
دوري كرة القدم السلوفيني الدرجة الثالثة 1992–93 هو موسم من دوري كرة القدم السلوفيني الدرجة الثالثة ‏. فاز فيه NK Veržej ‏.